# Histamin
Histamin je biogeni amin koji je uključen u lokalni imunosni odgovor, kao i reguliranje fizioloških funkcija crijeva te djeluje kao neuroprijenosnik. Histamin aktivira upalni odgovor. Kao dio imunološkog odgovora na strane patogene, histamin proizvode bazofili i mastociti koji se nalaze u okolnom vezivnom tkivu. Histamin povećava propusnost kapilara za leukocite i druge proteine kako bi se mogli uključiti u borbu protiv stranih tijela. Histamin je pronađen u gotovo svim animalnim stanicama.

## Svojstva
Histamin stvara bezbojan higroskopan kristal koji se topi pri 84 °C i lako se otapa u vodi ili etanolu, ali ne u eteru. U vodenoj otopini histamina postoji u dva oblika tautomera, Nπ-H-histamin i Nτ-H-histamin.
Histamin ima dva bazična (lužnata) centra, naime alifatska aminoskupina i bilo koji dušikov atom imidazolnog prstena koji već nema proton. Pod određenim fiziološkim uvjetima alifatskoj amino skupini će biti dodan proton, dok je drugi atom dušika iz imidazolnog prstena neće. Također, za histamin je normalno da mu proton predaje kation sa samo jednim nabojem.

## Sinteza i metabolizam
Histamin se derivira dekaroboksilacijom iz aminokiseline histida u reakciji koju katalizira enzim L-histidin dekarboksilaza. To je hidrofilni vazoaktivni amin.
Kada jednom nastane, histamin se ili skladišti ili se brzo deaktivira. Histamin koji se otpusti u sinapse se razlaže pod utjecajem acetaldehid dehidrogenaze. Ono što aktivira alergijsku reakciju je nedostatak ovog enzima, zbog čega se histamin nakupi u sinapsama. Histamin razlažu histamin-N-metiltransferaze i diamin oksidaza. Neke vrste bolesti prenosivih hranom su uzrokovane pretvorbom histidina u histamin u pokvarenoj hrani.

## Skladištenje i otpuštanje
Većinu histamina u tijelu stvaraju granule u mastocitima ili u bijelim krvnim stanicama koje se nazivaju bazofili. Mastociti su posebno brojni na mjestima moguće ozljede - u nosu, ustima, na stopalima i krvnim žilama. Histamin koji nije stvoren u mastocitima se nalazi u nekoliko tkiva, primjerice mozgu, gdje djeluje kao neuroprijenosnik. Još jedno važno mjesto spremanja i otpuštanja histamina je enterokromafina stanica u želucu.
Najvažniji patofiziološki mehanizam u kojem mastociti i bazofili otpuštaju histamin je imunološki. Ove stanice, ako su na njih djelovala IgE imunoglobulini i spojili se s njihovim membranama, degranuliraju kada dođu u kontakt s antigenom. Određeni amini i alkaloidi, uključujući droge poput morfina mogu uzrokovati otpuštanje histamina. Određeni antibiotici mogu imati isto djelovanje.

## Mehanizam djelovanja
Histamin djeluje spajajući se na određene stanične histaminske receptore. Četiri histaminska receptora su otkrivena i dodijeljena su im imena od H1 do H4.
| Vrsta                   | Lokacija                                                                                              | Funkcija |
| Histaminski H1 receptor | Pronađen je u glatkim mišićima, endotelijumu, i tkivu središnjeg živčanog sustava                     | Uzrokuje vazodilataciju, bronhokonstrinkciju, kontrakcije glatkih mišića bronhija, razdvajanje endotelnih stanica (uzrokuje urikariju), bol i svrbež zbog uboda insekata; primarni receptori su uključeni su simptome peludne groznice i alergijskog rinitisa te bolesti putovanja. |
| Histaminski H2 receptor | Pronađen parijetalnim stanicama                                                                       | Primarno služi za stimulaciju lučenja želučane kiseline |
| Histaminski H3 receptor | Pronađen u tkivu središnjeg i perifernog živčanog sustava (u manjoj mjeri)                            | Smanjuje otpuštanje neuroprijenosnika: histamina, acetilkolina, adrenalina i serotonina. |
| Histaminski H4 receptor | Pronađen pretežito u bazofilima i koštanoj srži. Također je pronađen na timusu, u slezeni, i crijevu. | Imaju ulogu u kemotaksiji. |

Histamin djeluje kao neuroprijenosnik. Neuroni koji oslobađaju histamin nalaze se u zadnjem dijelu hipotalamusa. Histamin djeluje na spavanje, pa antihistamini (antagonisti H1 histaminskih receptora) potiču spavanje. Isto tako, uništavanje neurona koji proizvode histamin, ili inhibiranje histaminske sinteze dovodi do poteškoća s koncentriranjem. Također, antagonisti H3 receptora pojačavaju budnost.
Pokazalo se da su stanice koje proizvode histamin najjaktivnije u procesu buđenja od svih ostali neuroloških. Najjaktivnije su za vrijeme buđenja, uspore se za vrijeme odmora ili umora, i potpuno prestanu otpuštati histamin za vrijeme REM i non-REM faze sna.

### Supresivni efekti
Iako histamin ima stimulatorni efekt na neuronima, isto tako destimulira one koji štite od konvulzija, preosjetljivosti živaca, stresa i droge. Isto tako, istraživanja pokazuju da je histamin kontrolira mehanizme preko kojih se sjećanja, znanje i vještine zaboravljaju.

### Erekcija i uloga u seksu
Gubitak libida i erektilna disfunkcija mogu uslijediti nakon uzimanja antagonista H2 receptora. Injekcija histamina u kavernozno tijelo u muškaraca sa psihogeničnom impotencijom dovodi do pune ili djelomične erekcije u 74% njih. Istraživanja su pokazala da antagonisti H2 receptora mogu uzrokovati seksualne poteškoće zbog smanjivanja količine testosterona.

### Shizofrenija
Metaboliti histamina su kod shizofreničara povećani dok je broj H1 receptora smanjen. Mnogi antipsihotici djeluju na histamin povećavajući ga.

## Poremećaji
Kao osnovni dio imunološkog sustava, histamin je uključen u alergije i razne imunološke poremećaje.